# Mouvement néobourbonien
Le Mouvement néobourbonien est un mouvement culturel né en 1993 à Naples avec plusieurs « délégations » en Italie et à l'étranger.

## Histoire
À partir d'une série d'articles de l'écrivain et auteur de paroles de chansons, de télévision et de films Riccardo Pazzaglia, avec Gennaro De Crescenzo, enseignant, essayiste, journaliste et archiviste, l'idée de contre-célébrer l'arrivée de Garibaldi à Naples (7 septembre 1860). 
Des centaines de personnes se sont rassemblées dans le Borgo Marinaro ce soir-là, « assiégées » par les médias (des journaux nationaux à la BBC) et de là la naissance d'une association culturelle à but non lucratif qui avait et a pour objectif principal la recherche et la diffusion de la mémoire historique notamment du royaume des Deux-Siciles et des Bourbons de Naples.
Des milliers de pages de revues de presse italienne et étrangère et des milliers d'adhésions et de contacts (plus de 8 millions de vues en quelques années sur le site neoborbonici.it) grâce au travail des militants d'un Mouvement qui a également donné lieu à un adjectif (neoborbonico) jusque-là inconnu et maintenant associé à des gens passionnés d'histoire et fiers de leur passé. Une véritable catégorie historiographique utilisée par ceux qui contestent les thèses néobourboniennes concernant avant tout les primates largement économiques du Sud pré-unification et par ceux qui s'y reconnaissent. Nombreuses études qui reprennent l'histoire du Mouvement (les plus récentes sont celles de la conférence sur le phénomène du «neoborbonism» à l'université Columbia de New York en septembre 2014 avec des thèses de diplômes successifs et différents). Le slogan est «Mémoire, fierté, rédemption».